# Rosa memoryae
Rosa memoryae es una especie de planta del género Rosa, de la familia Rosaceae.

## Taxonomía
Rosa memoryae fue descrita por W. H. Lewis en 2016.

## Distribución
Se encuentra en el territorio de Texas.